# ルネ・カピタン

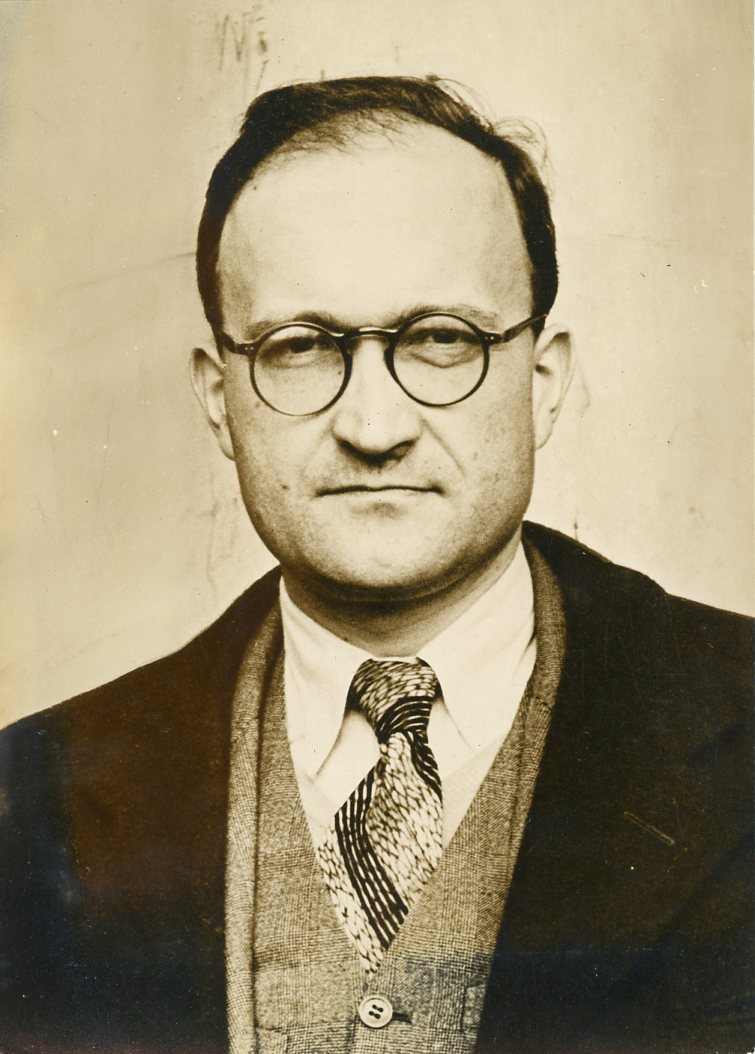
ルネ・カピタン

ルネ・マリー・アルフォンス・シャルル・カピタン（仏: René Marie Alphonse Charles Capitant、1901年8月19日 - 1970年5月23日）は、フランスの法学者（憲法学・法哲学）、政治家。司法大臣（1968-69年）。東京恵比寿の日仏会館の第8代フランス学長を務めた（1957-60年）。民法学者アンリ・カピタンの息子。パリ第一大学教授（行政法）のダヴィッド・カピタンは孫にあたる。

## 略歴
- 1901年8月19日　イゼール県に生まれる
- 1930年　ストラスブール大学教授
- 1945年　下院議員に当選

## 著作

### 邦訳
- 野田良之（訳）『デモクラシイの諸問題と日本憲法』（憲法調査会事務局、1959年）
- 時本義昭（訳）「議院内閣制」龍谷大学社会学部紀要16号（2000年）
- 時本義昭（訳）「議院内閣制の改革（１）」龍谷大学社会学部紀要21号（2002年）
- 時本義昭（訳）「議院内閣制の改革（２）」龍谷大学社会学部紀要22号（2003年）